# Polityka kursowa
Zasugerowano, aby zintegrować ten artykuł z artykułem Polityka kursu walutowego. Nie opisano powodu propozycji integracji.
Polityka kursowa – należy obok polityki pieniężnej i budżetowej do jednej z trzech głównych polityk makroekonomicznych. Ma na celu posługiwanie się kursem walutowym przez władze monetarne danego państwa w taki sposób, aby osiągnąć z góry ustalone cele gospodarcze. Sposób prowadzenia polityki kursowej w znacznym stopniu wpływa na rozwój ekonomiczny danego kraju. Gdy jest prowadzona prawidłowo i konsekwentnie jest jednym z głównych czynników kształtowania wzrostu gospodarczego.

## Główne rodzaje polityki kursowej
Wyróżniamy dwa podstawowe rozwiązania oraz rozwiązania pośrednie:
- kurs płynny (ang. floating)
- kurs sztywny (stały – ang. pegged rate, fixed rate)

Pośrednie:
- kurs sztywny korygowany skokowo (ang. adjustable peg)
- kurs pełzający (ang. crawling peg)
- kurs płynny sterowany (ang. managed float)

Gdy tylko w kraju występuje gospodarka wolnorynkowa, politycy gospodarczy mogą wprowadzić kurs płynny waluty danego kraju, lub związać go z jakąś inną walutą (zaczep walutowy, ang. currency peg). W pierwszym przypadku kurs kształtuje się swobodnie na rynkach walutowych. W drugim, władze monetarne dążą do utrzymania możliwie długo kursu stałego w stosunku do waluty obcej. Zaczep walutowy można budować na bazie jednej waluty lub kilku (czyli zaczep koszykowy, np. SDR lub ECU, ale też indywidualne koszyki). Kurs stały może być niezmienny w czasie lub zmieniać się w uporządkowany sposób. Przy drugiej opcji mamy do czynienia z zaczepem pełzającym (crawling peg), gdy zmiany te są zapowiadane przez rząd, mechanizm nazywamy pre-announced crawling peg. 

## Polityka kursowa w Polsce po 1989
Polityka kursowa od samego początku transformacji w Polsce odgrywała bardzo istotną rolę w polityce gospodarczej. Stan gospodarki w końcu 1989 r. był bardzo słaby. Inflacja sięgała 250% w skali rocznej, występował deficyt bilansu obrotów bieżących oraz niski poziom oficjalnych rezerw walutowych. Polska nie była także w stanie poradzić sobie z obsługą zadłużenia zagranicznego. W związku z tym konieczne było wprowadzenie tzw. „terapii szokowej”.

### „Terapia szokowa”
Najważniejszymi celami tej polityki było:
- osiągnięcie makroekonomicznej stabilizacji,
- tworzenie środowiska gospodarki rynkowej,
- szybkie otwieranie polskiej gospodarki na świat.